# 현 (집금오)
현(賢, ? ~ ?)은 전한 후기의 관료이다. ‘현’은 이름자로, 성씨는 알 수 없다.

## 생애
신작 2년(기원전 60년), 남양태수에서 집금오로 승진하였다.
같은 해, 사례교위 갑관요의 상주문을 읽고 노한 선제가 대신들로 하여금 갑관요의 죄를 심리하게 하였다. 집금오 현은 상주문에 관하여 논의를 거친 후, 갑관요가 선양을 요구한 것으로 해석하여 대역죄를 저질렀다고 아뢰었다. 선제는 갑관요를 체포하게 하였고, 갑관요는 붙잡히기 전에 스스로 목숨을 끊었다.

## 출전
- 반고, 《한서》 권19하 백관공경표 下·권77 갑제갈유정손무장하전

| 전임 광의 | 전한의 집금오 기원전 60년 ~ 기원전 55년? | 후임 전청천 |